# Messier 37
Messier 37 este un obiect ceresc care face parte din Catalogul Messier, întocmit de astronomul francez Charles Messier.